# Нашоломна дошка

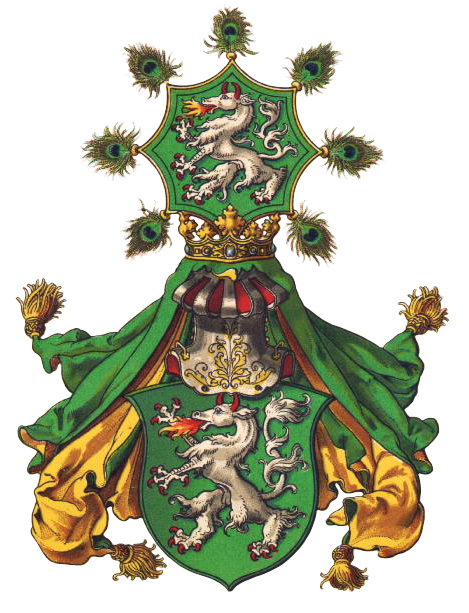
Приклад нашоломної дошки з кольоровим повторенням знака

Нашоломна дошка (також колода, дзеркало або кістки) - часто використовувана допоміжна фігура в геральдиці. В основному вона використовується як основа, щоб мати можливість повторити геральдичну фігуру щита у верхньому гербі, якщо фігура інакше не може бути представлена як клейнод.
Дошки шолома відомі з часів Середньовіччя. Вони розміщені на здебільшого прикрашеному подушкоподібному (нашоломна подушка) або цоколеподібному об'єкті на шоломі, представленому у вигляді вертикального, круглого диска, віялоподібної конструкції, також шестикутного, багатокутного або правильного багатокутника. Край або нерівні кінчики залежать від герба з павиним пір’ям чи павиними дзеркалами («око» павиного пера), прикрашеними прапорами або прикрашеними дармовисами. Також використовуються затискачі та кульки. Основна фігура герба, переважно зображення та/або кольори, повторюється на поверхні дошки, зверненої до глядача. Також популярно зображати її як нашоломну подушку, що стоїть на кутику. Основною його функцією був фон щоб зобразити те, що зазвичай важко зобразити.
Є зображення, які обходяться без опуклостей або подушок і використовують різну форму (геральдичний щит, трапецієподібні поверхні, віялові поверхні).

## Вебпосилання
- Bernhard Peter: Das Schirmbrett